# クイリンシー・ハートマン
- キリンシー・ハルトマン
- クイリンシー・ハルトマン

キリンシー・ハルトマン（Quilindschy Hartman, 2001年11月14日 - ）は、オランダ・ズワインドレヒト出身のプロサッカー選手。オランダ代表。バーンリーFC所属。ポジションはディフェンダー（サイドバック）。

## 経歴

### クラブ
地元のアマチュアクラブからエクセルシオールの下部組織を経て、2010年にフェイエノールトの下部組織に入団。2020年6月にクラブと初のプロ契約を交わした。
2022年8月21日、エールディヴィジ第3節のヴァールヴァイク戦に先発出場し、トップチームデビュー。11月10日、第12節のカンブール戦では、前半4分にこの試合の決勝点となる先制点を挙げ、エールディヴィジ初ゴールを記録した。11月14日には、クラブとの契約を2年間延長することで合意。2023年1月22日、アヤックスとのデ・クラシケルでは高いパフォーマンスを披露し、ウェズレイ・スナイデルから称賛を受けた。トップチームデビューシーズンながらリーグ戦23試合に出場、2ゴール3アシストを記録し、リーグ優勝に貢献した。
2023年8月29日、クラブとの契約を1年間延長し、2026年夏までで合意した。9月19日、セルティック戦でUEFAチャンピオンズリーグ初出場。2024年3月31日、リーグ第27節のユトレヒト戦で膝を負傷し、長期離脱を余儀なくされた。役10か月後の2025年2月2日、2024-25シーズン第21節のアヤックス戦で80分から途中出場し、復帰を果たした。
6月26日、イングランドのバーンリーに4年契約で移籍。

### 代表
2023年6月、UEFA U-21欧州選手権のメンバーに選出され、グループステージの全3試合に出場した。
UEFA EURO 2024予選に臨むメンバーに選出され、10月13日のフランス戦でA代表初出場。この試合で代表初ゴールも記録した。同予選の4試合に出場したが、先述の膝の重傷のため、本大会には間に合わなかった。

## 個人成績

### クラブ
| 国内大会個人成績 | 国内大会個人成績 | 国内大会個人成績 | 国内大会個人成績 | 国内大会個人成績 | 国内大会個人成績 | 国内大会個人成績 | 国内大会個人成績 | 国内大会個人成績 | 国内大会個人成績 | 国内大会個人成績 | 国内大会個人成績 |
| 年度             | クラブ           | 背番号           | リーグ           | リーグ戦         | リーグ戦         | リーグ杯         | リーグ杯         | オープン杯       | オープン杯       | 期間通算         | 期間通算         |
| 年度             | クラブ           | 背番号           | リーグ           | 出場             | 得点             | 出場             | 得点             | 出場             | 得点             | 出場             | 得点             |
| オランダ         | オランダ         | オランダ         | オランダ         | リーグ戦         | リーグ戦         | リーグ杯         | リーグ杯         | KNVBカップ       | KNVBカップ       | 期間通算         | 期間通算         |
| ---------------- | ---------------- | ---------------- | ---------------- | ---------------- | ---------------- | ---------------- | ---------------- | ---------------- | ---------------- | ---------------- | ---------------- |
| 2022-23          | フェイエノールト | 5                | エールディヴィジ | 23               | 2                | -                | -                | 4                | 0                | 27               | 2                |
| 2023-24          | フェイエノールト | 5                | エールディヴィジ | 26               | 0                | -                | -                | 3                | 0                | 29               | 0                |
| 2024-25          | フェイエノールト | 11               | エールディヴィジ | 12               | 0                | -                | -                | 0                | 0                | 12               | 0                |
| イングランド     | イングランド     | イングランド     | イングランド     | リーグ戦         | リーグ戦         | FLカップ         | FLカップ         | FAカップ         | FAカップ         | 期間通算         | 期間通算         |
| 2025-26          | バーンリー       |                  | プレミアリーグ   |                  |                  |                  |                  |                  |                  |                  |                  |
| 通算             | オランダ         | オランダ         | エールディヴィジ | 61               | 2                | -                | -                | 7                | 0                | 68               | 2                |
| 通算             | イングランド     | イングランド     | プレミアリーグ   |                  |                  |                  |                  |                  |                  |                  |                  |
| 総通算           | 総通算           | 総通算           | 総通算           | 61               | 2                | 0                | 0                | 7                | 0                | 68               | 2                |

### 代表
| オランダ代表 | 国際Aマッチ | 国際Aマッチ |
| 年           | 出場        | 得点        |
| ------------ | ----------- | ----------- |
| 2023         | 4           | 1           |
| 通算         | 4           | 1           |

#### ゴール
| #  | 年月日         | 開催地                                | 対戦国   | 勝敗 | 試合概要                      |
| -- | -------------- | ------------------------------------- | -------- | ---- | ----------------------------- |
| 1. | 2023年10月13日 | ヨハン・クライフ・アレナ（ オランダ） | フランス | ●1-2 | UEFA EURO 2024予選・グループB |

## タイトル

### クラブ
フェイエノールト
- エールディヴィジ（2022-23）[6]
- KNVBカップ（2023-24）